# Matti Peltokangas
Matti Kalevi Peltokangas, född 1 juni 1952 i Virdois, är en finländsk skulptör.
Peltokangas godkändes för första gången med ett verk till en juryerad utställning redan 1976, samma år han inledde sina studier vid Finlands konstakademis skola. Han arbetar huvudsakligen i inhemsk sten, som han hugger själv.
Han har utfört en lång rad offentliga arbeten, bland vilka det mest betydande är hans minnesmärke över president Lauri Kristian Relander i Hesperiaesplanaden i Helsingfors (1996). Hans arbeten är företrädesvis abstrakta och äger, även i mindre format, en starkt monumental prägel. Han har även gjort flera medaljer, bland annat president Tarja Halonens medalj (2000).
Han tilldelades Pro Finlandia-medaljen 2013.